# マグナ・グラエキア

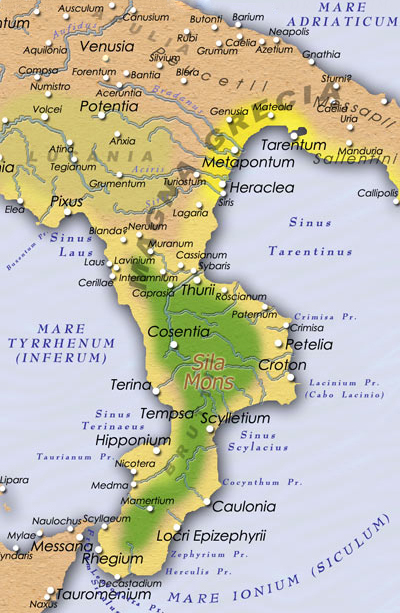
紀元前280年頃のマグナ・グラエキア

マグナ・グラエキア（ラテン語：Magna Graecia）は、古代ギリシア人が植民した南イタリアおよびシチリア島一帯を指す名前。原義は“大ギリシア”を意味し、ギリシア語では Megalê Hellas（Μεγάλη Ἑλλάς、大ヘラス）。ギリシア本土を小ヘラスと呼んだことに対応する。
ギリシア人たちが持ち込んだ古代ギリシア文化やヘレニズム文化は、エトルリア文化や古代ローマ文化に影響を与えたほか、南イタリアにはギリシア語を話す共同体が今日まで残った。またギリシア植民都市の遺跡はイタリア半島やシチリア各地に散在し、今日の大きな都市の起源となったものもある。

## 古代ギリシアからの移住

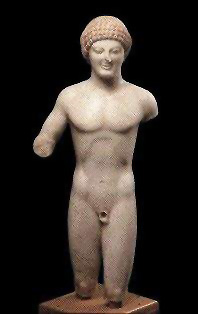
ギリシア人植民時代初期のものと考えられるクーロス（Kouros, 少年像）。レッジョ・ディ・カラブリア（レギオン）から出土、国立マグナ・グラエキア博物館

紀元前8世紀から紀元前7世紀にかけて、古代ギリシアでは人口が増え、飢餓・人口過密・気候変動などから生活難となり、ギリシアの領域外へ流出する人々が現われた。また新しい輸出入市場や商港を外に求める経済的理由、追放や亡命などの政治的理由からも、ギリシア人は故郷を離れて地中海沿岸の各地へ植民を始めた。東は黒海周辺から西はフランス南部やイベリア半島にまで至る広範囲に植民都市が誕生したが、とりわけギリシアの西隣にあるイタリア半島南端およびシチリア島には多くのギリシア人が移住した。
イタリア半島で最初のギリシア植民都市クマエはエウボイアのハルキス人により成立したが、一説ではギリシア人たちのうちの、ボイオティアのグライア人（グライコイ）が現地のラテン人達と出会い「グラエキ」と呼ばれたことが語源とされる。2世紀の地理学者パウサニアスによれば、タナグラの別称の一つがグライアであったという。
古代ローマ人は、ギリシア人が非常に多いこれらの地域のことを「マグナ・グラエキア」と呼んだ。マグナ・グラエキアの範囲は、これを記述した古代の地理学者ごとに見解が異なる。単に半島南部のターラント湾周辺のアプリアおよびカラブリアのみを指す者もいれば、シチリアを含める者もいる。ストラボンはシチリアも含む大きな範囲をマグナ・グラエキアとする立場の支持者であった。

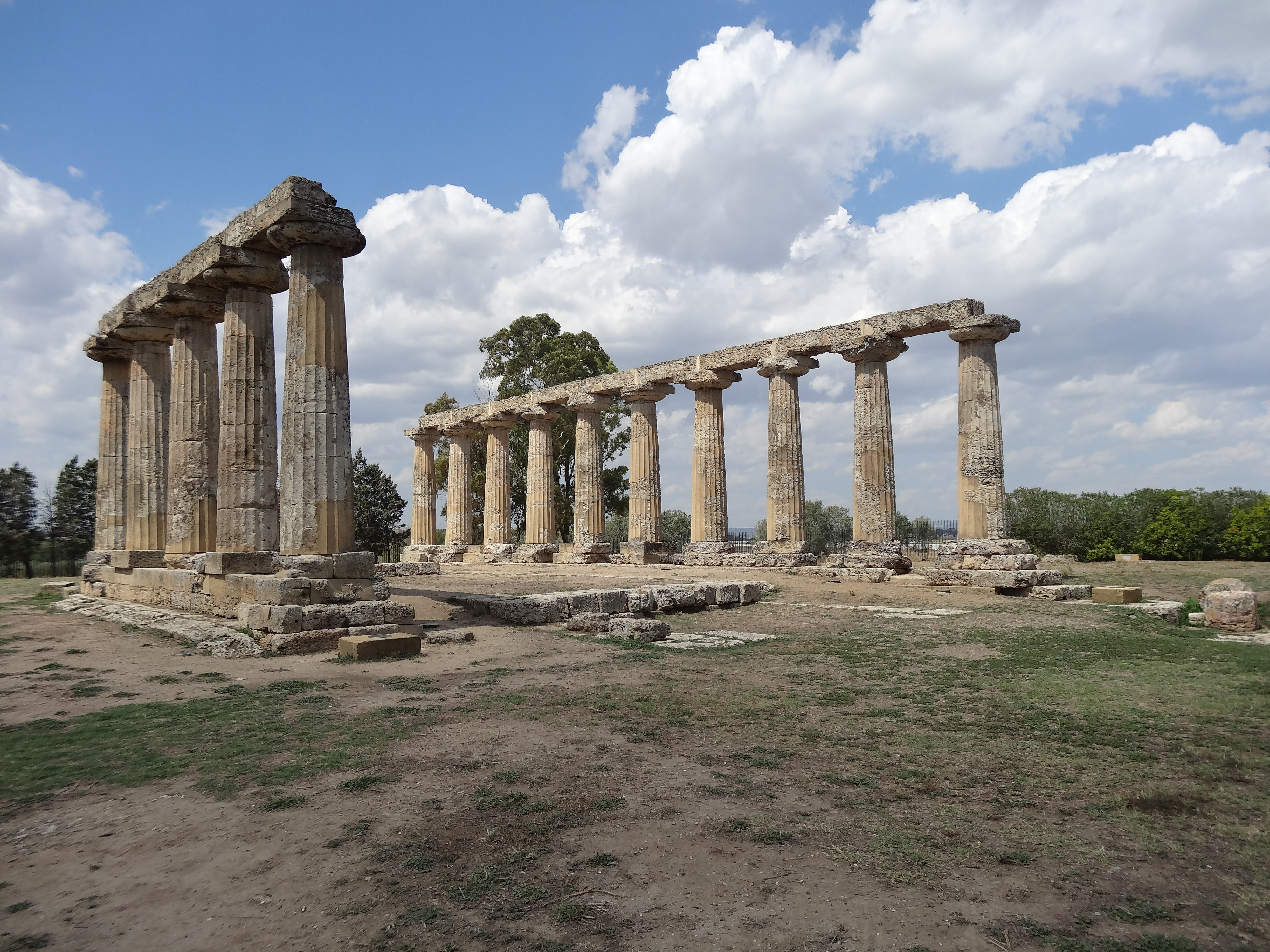
マグナ・グラエキアの植民都市メタポントゥムの遺跡にあるヘラ神殿跡。現在のマテーラ県ベルナルダ

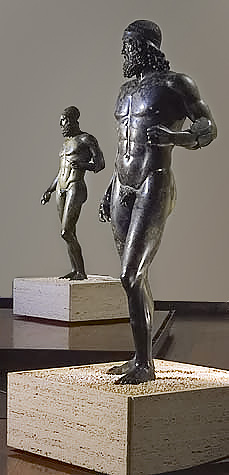
リアーチェの青銅像、国立マグナ・グラエキア博物館

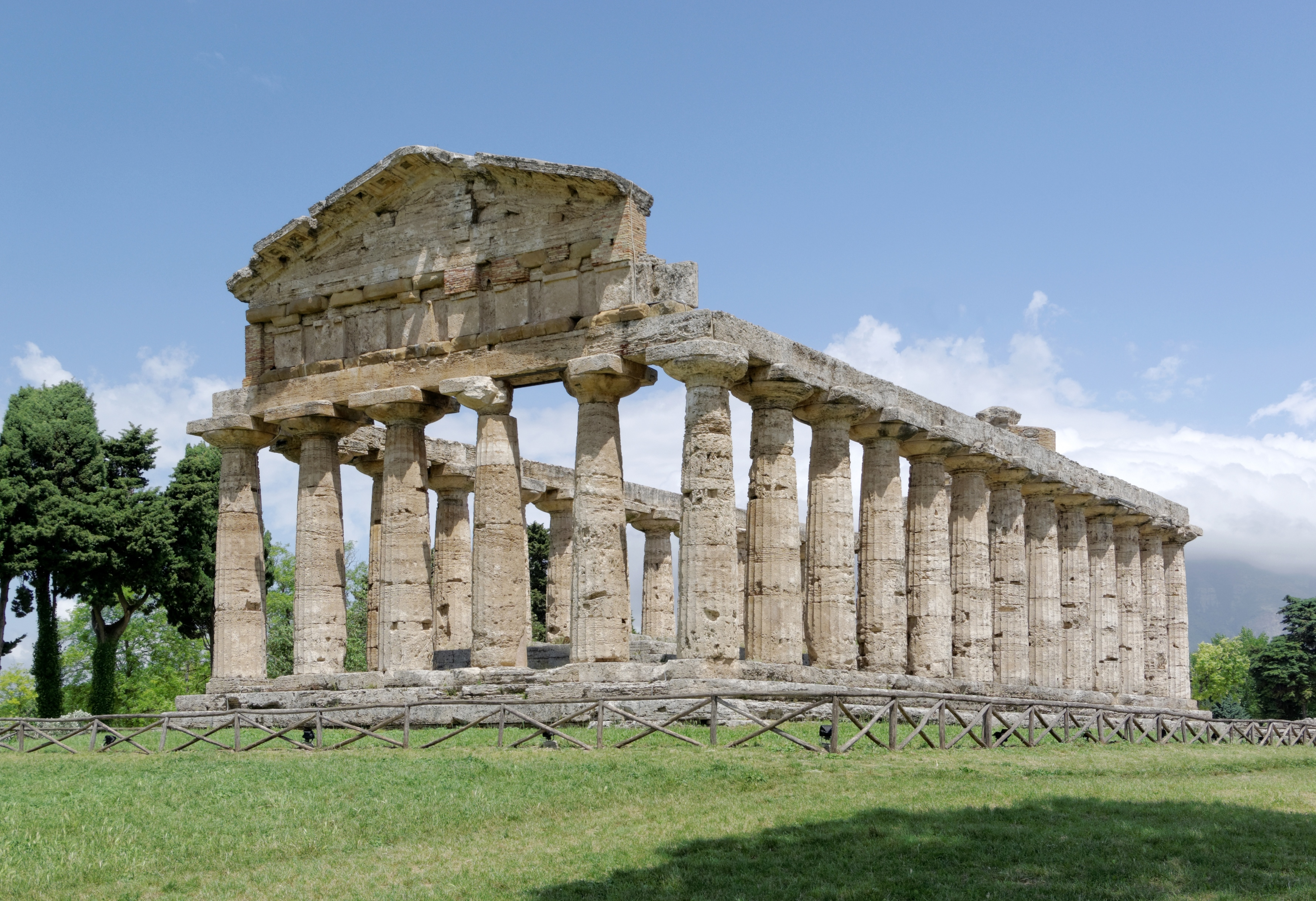
パエストゥムのアテナイ神殿

ギリシア人は、古代ギリシア語方言、ギリシア神話などの宗教、ポリスを中心とする都市生活など様々な文化をイタリア半島に持ち込んだ。イタリア半島独自のギリシア文化も発達し、先住のイタリア諸民族とも相互に影響を与えた。イタリアに持ち込まれた最も重要なギリシア文化は文字システムであり、ギリシア文字のうち西方ギリシア文字がエトルリア人に受け入れられてエトルリア文字が生まれ、さらにラテン文字が生まれた。
マグナ・グラエキアのギリシア都市は豊かになり勢力を増した。代表的な都市には、カプエ（Kapuê, カプア）、ネアポリス（Neapolis, ナポリ）、シラクサ（Syracuse）、アクラガス（Akragas, アグリジェント）、スバリス（Subaris）などがある。ほかにもターレス（Taras, ターラント）、ロクロイ・エピゼフィリオイ（Epizephyrioi Lokroi, ロクリ）、レギオン（Rhegion, レッジョ・ディ・カラブリア）、クロトン（Kroton, クロトーネ）、トリオイ（Thurii, トゥリ）、エレア（Elea, ヴェリア、現在のノーヴィ・ヴェーリア周辺）、アンコン（Ankon, アンコーナ）などがある。
紀元前3世紀初頭、ターレス市はマケドニアのピュロス王を引き入れて共和政ローマと戦い（ピュロス戦争）、ヘラクレアの戦い、アスクルムの戦いで辛くも勝利したが疲弊し、ベネウェントゥムの戦いではローマ軍に敗れた。これらの戦い以後、マグナ・グラエキアは共和政ローマへと併合された。
シチリア島においても西部からカルタゴが勢力を伸ばしてギリシャ人とシチリアの覇権を争ったが、第一次ポエニ戦争でカルタゴが敗北した後、シチリア島はローマの属州（シキリア属州）として併合された。

## 東ローマ帝国の統治

1025年の東ローマ帝国

西ローマ帝国崩壊やゴート族によるイタリア支配の起こった中世前期、マグナ・グラエキアは東ゴート王国の一部となった。
しかし535年から554年、東ローマ帝国との凄惨なゴート戦争で東ゴート王国が崩壊するとイタリアは東ローマ帝国の支配下となり、マグナ・グラエキアにはギリシアや小アジアからビザンティン文化を携えたギリシア人たちが到来し、再度のギリシア化が進んだ。
8世紀前半の皇帝レオーン3世は聖像禁止令を発して聖像破壊運動を始め、ローマ教皇とローマ皇帝との溝が深まり始めていた。レオーン3世は南イタリアの広い範囲へ進出し、以後東ローマ帝国が南イタリアを11世紀半ばまで支配する。
この間、ランゴバルド人が北イタリアから南下し、一時は南イタリアの広い範囲を統治した。東ローマは南イタリアを徐々に奪還し、シチリアを支配するアラブ人のイタリア攻撃も撃退し、テマ制を敷いてイタリア総督領（Catepanate of Italy）を置いた。
11世紀後半、地中海に勢力を広げていたノルマン人のロベルト・イル・グイスカルドは南イタリアとシチリアを征服した（ノルマン人による南イタリア征服を参照）。彼らは後にシチリア王国を築き、以後、南イタリアにギリシア人による支配が復活することはなかった。

## マグナ・グラエキアのギリシア語
南イタリアに住むギリシア人たちは次第にイタリア化し、ギリシア語を話さなくなったが（例えば、パエストゥムを築いたギリシア人住民は紀元前4世紀にはすでにラテン化していた）、カラブリア地方やプッリャ地方（特にサレント半島）にはグリコ語（ギリシア語）話者の共同体が残った。「グリコ」（Grikó）はマグナ・グラエキア地方の人々が話すギリシャ語方言で、ヘレニズム時代に地中海全域に広がった古代の共通ギリシア語（コイネー）に近いが古代ギリシア語のドーリア方言の要素も残しており、中世のギリシャ語、イタリア語などの要素が交じり合った言語である。

11世紀の記録（東ローマのイタリア支配の末期）では、マグナ・グラエキアではギリシア語が主流だったとされる。かつては南イタリアの広範囲で話されており話者も多かったグリコ語も、近代に入り次第にイタリア語に押されて話される範囲が縮小し、一部のコムーネに話者の共同体が残るのみとなってしまった。グリコ語の要素の中には、南イタリアのロマンス諸語（例えばシチリア語、タラント語、ナポリ語）などに吸収されて残っているものもある。
21世紀の今日でも、3万人ほどのギリシア語（グリコ）話者がカラブリア州とプッリャ州に住んでおり、民族的・言語的マイノリティとなっている。プッリャ州のサレント半島内にあるグレチア・サレンティーナと呼ばれる一帯では、その言語や音楽をはじめとする伝統を守る活動も近年盛んに行われており、ギリシャ本土との交流も活発に行われている。